# Нуну да Сілва Гонсалвіш
Нуну да Сілва Гонсалвіш ТІ (порт. Nuno da Silva Gonçalves; нар. 16 липня 1958, Лісабон) — португальський римо-католицький священик, єзуїт, доктор церковної історії, ректор Папського Григоріанського університету (від 1 вересня 2016 до 1 вересня 2022).

## Життєпис
Народився 16 липня 1958 року в Лісабоні (Португалія) і в молодому віці вступив до Товариства Ісуса. Священичі свячення отримав 12 липня 1986 року. Здобув ліценціат з філософії і літератури в Католицькому університеті Португалії, а в Папському Григоріанському університеті в Римі — ліценціат з богослов'я та ліценціат і докторат з церковної історії.
У 1998—1999 роках був директором Національного бюро культурної спадщини Церкви при Конференції єпископів Португалії. У жовтні 2000 року номінований деканом Факультету філософії Католицького університету Португалії. Залишив цю посаду, коли у 2005 році був обраний на уряд провінційного настоятеля Португальської провінції Товариства Ісуса.
Після завершення каденції, у жовтні 2011 року отримав призначення на посаду директора Департаменту культурної спадщини Церкви Григоріанського університету та декана Факультету історії Церкви та культурної спадщини Церкви того ж навчального закладу. Автор численних публікацій з історії португальських місій та історії єзуїтів.
21 березня 2016 року папа Франциск номінував о. Нуну да Сілва Гонсалвіша ректором Папського Григоріанського університету, а 1 вересня 2016 року о. Гонсалвіш офіційно приступив до виконання ректорських обов'язків. 1 вересня 2022 року о. Гонсалвіша на посаді ректора замінив о. Марк Ендрю Льюїс.

## Нагороди
- Гранд-офіцер ордена Сантьяго да Еспада (4 червня 2018)[4].